# Sint-Antoniuskapel (Gooik)

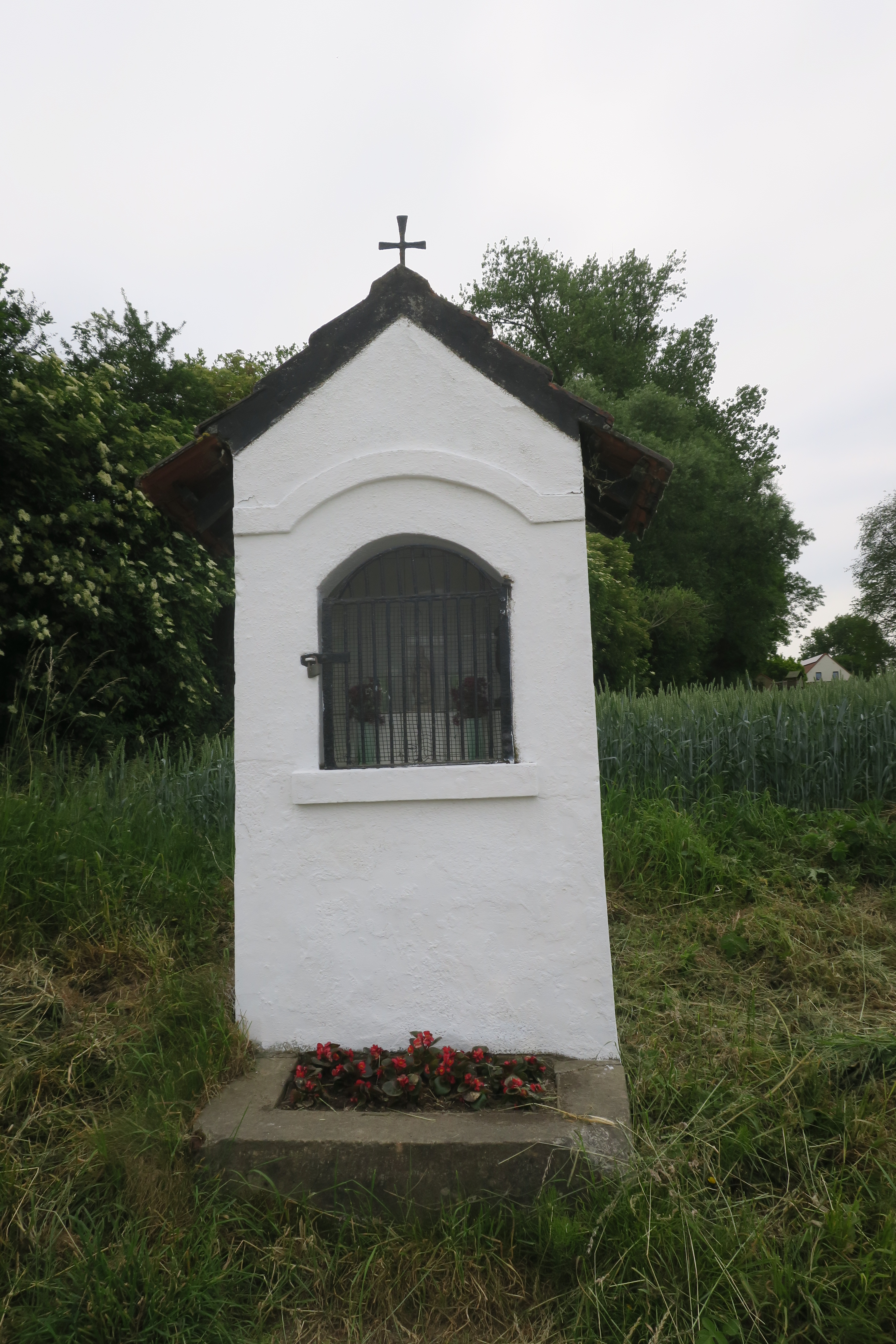
Vooraanzicht op de Sint-Antoniuskapel

De Sint-Antoniuskapel is een kapel in Kester, een deelgemeente van Gooik. Gelegen in het Pajottenland, provincie Vlaams-Brabant. De kapel is gelegen aan de Kesterweg.

## Historiek
Op historische kaarten uit de 18e en 19e eeuw is te zien hoe op de plek waar de kapel wordt opgericht, een splitsing van wegen getekend is. Vanaf het midden van de 19e eeuw wordt hier een kapel aangegeven en het is daarom een van de oudste pijlerkapellen van het Pajottenland. Heden loopt er een pad naast de kapel.
De pijlkapel is opgetrokken uit witgepleisterde baksteen onder donkere dakpannen en is gewijd aan Sint-Antonius. De gevel bezit een rondboog met een fraaie omlijsting en ijzeren hek en is bekroond met een ijzeren topkruisje. Vandaag wordt de kapel goed onderhouden door de buren.

## Processie
De Sint-Antoniuskapel ligt op de route van de Heilige Drievuldigheidsprocessie, ook wel de paardenprocessie van Kester genoemd.